# Héros d'occasion
Pour plus de détails, voir Fiche technique et Distribution.
Héros d'occasion (Hail the Conquering Hero) est un film américain réalisé par Preston Sturges, sorti en 1944.

## Synopsis
Pendant la Seconde Guerre mondiale, Woodrow Lafayette Pershing Truesmith (Eddie Bracken) est réformé de la U.S. Navy après seulement un mois en raison d'une fièvre chronique. De retour dans son patelin en compagnie d'autres soldats, il craint de décevoir sa mère et ses proches, aussi prétend-il avoir participé à des batailles outre-mer. Ce mensonge ne manque pas d'en appeler d'autres et, bientôt, sa position devient intenable.

## Fiche technique
- Titre : Héros d'occasion
- Titre original : Hail the Conquering Hero
- Réalisation : Preston Sturges
- Scénario : Preston Sturges
- Direction artistique : Haldane Douglas (en) et Hans Dreier
- Décorateur de plateau : Stephen Seymour
- Costumes : Edith Head
- Photographie : John F. Seitz
- Montage : Stuart Gilmore
- Musique : Werner R. Heymann
- Producteurs : Buddy G. DeSylva producteur exécutif et Preston Sturges (non crédités)
- Société de production et de distribution: Paramount Pictures
- Pays d'origine : États-Unis
- Langue : Anglais
- Format : noir et blanc - 35 mm - 1,37:1 - Son : mono (Western Electric Mirrophonic Recording)
- Genre : Comédie
- Durée : 101 minutes
- Date de sortie :
  - États-Unis : 9 août 1944

## Distribution
- Eddie Bracken : Woodrow Lafayette Pershing Truesmith
- Ella Raines : Libby
- Raymond Walburn : Maire Everett D. Noble
- William Demarest : Sergent Heppelfinger
- Franklin Pangborn : Président du Comité
- Elizabeth Patterson : Tante de Libby
- Georgia Caine : Mme Truesmith
- Al Bridge (en) : Fondateur politique
- Freddie Steele : Bugsy
- Bill Edwards : Forrest Noble
- Harry Hayden : Doc Bissell
- Jimmy Conlin : Juge Dennis
- Jimmie Dundee : Caporal Candida
- Chester Conklin : Western Union Man
- Esther Howard : Mme Noble
- Arthur Hoyt : Révérend Upperman
- Torben Meyer : M. Schultz
- Paul Porcasi : Propriétaire de café
- Robert Warwick : Colonel de marine